# Lust och fägring stor
Lust och fägring stor är en svensk dramafilm i regi av Bo Widerberg, som hade biopremiär i Sverige den 3 november 1995.

## Handling
Det är 1943. Den 15-årige skoleleven Stig (Johan Widerberg) i realskolans tredje årskurs i Malmö inleder en kärleksrelation med sin lärarinna. Han kallas Stockholmaren då hans familj flyttat till Malmö från Stockholm två år tidigare, även Viola är inflyttad från Stockholm. Viola (Marika Lagercrantz) tycker att hennes 15-årige elev är spännande och de inleder ett passionerat, men förbjudet, förhållande med varandra. Viola är 37 år och gift, hennes man Kjell (Tomas von Brömssen) är handelsresande i damunderkläder. Han är alkoholiserad och har ekonomiska problem.
Stigs granne Lisbeth (Karin Huldt), som går i en parallellklass för flickor, är förtjust i Stig och försöker bland annat lära sig stockholmsdialekt via radio för att få honom uppmärksam. En dag går Stig till gymnastikhallen där Lisbeths klass är, gömmer sig i en plint och påkallar Lisbeth via en lapp han skickar. De två älskar i plinten och Stig ångrar sig sedan lite. Deras förhållande tar slut när Lisbeth kommer på Stig och Viola när de är tillsammans i bions städskrubb, där Stig har ett kvällsjobb som chokladförsäljare.
Stig blir samtidigt vän med Violas make Kjell som lär honom om klassisk musik, och vänskapen fortsätter även efter att Kjell förstått att Stig har en relation med hans fru. För Stig berättar Kjell att han var otrogen kort tid efter deras bröllop och att äktenskapet aldrig blivit bra efter det. Stig motsätter sig efterhand relationen med Viola men hon vägrar acceptera hans ovilja och kuggar honom i skolan som hämnd.
Andra världskriget kastar också sin skugga över handlingen. Stigs boxande storebror Sigge (Björn Kjellman) är ombord på ubåten Ulven som sprängdes av en undervattensmina vid Ulvenkatastrofen 1943.

## Om filmen
Filmen premiärvisades 30 oktober 1995 på biograf Scala i Båstad. Inspelningen skedde till stor del vid Mellersta Förstadsskolan i Malmö (därefter ombyggd till nuvarande Konsthögskolan i Malmö) men nu åter Mellersta Förstadsskolan.  Filmen vann 1996 års Silverbjörn i Berlin och nominerades till en Oscar för bästa utländska film. Bo Widerberg guldbaggebelönades för bästa regi, Tomas von Brömssen belönades med en Guldbagge för bästa manliga biroll och filmen fick en Guldbagge som årets bästa svenska film.

## Roller i urval
- Johan Widerberg – Stig Santesson
- Marika Lagercrantz – Viola
- Tomas von Brömssen – Kjell/"Frank"
- Karin Huldt – Lisbet
- Björn Kjellman – "Sigge" Santesson
- Kenneth Milldoff – Stigs far
- Nina Gunke – Stigs mor
- Peter Nilsson – klassens ordningsman
- Jossi Sabbah – Isidor "Isse" Blecher
- Linus Ericsson – Peter
- Magnus Andersson – "Trötter"
- Frida Lindholm – Olga
- Monica Stenbeck – gymnastiklärarinnan
- Per-Olov Månsson – biografägaren
- Sigge Cederlund – biografmaskinisten
- Robert Lundqvist – Klass 3B

### Fotnoter
1. ↑  ”Lust och fägring stor”. Svensk filmdatabas. 3 november 1995. Arkiverad från originalet den 9 oktober 2016. https://web.archive.org/web/20161009161659/http://www.sfi.se/sv/svensk-filmdatabas/Item/?itemid=21803&type=MOVIE&iv=Basic. Läst 7 oktober 2016.